# بروكس فايرستون
بروكس فايرستون هو شخصية أعمال وسياسي أمريكي، ولد في 18 يونيو 1939. نشط حزبياً في الحزب الجمهوري. وقد انتخب عضو جمعية ولاية كاليفورنيا ‏.